# Parc national de Khojir
Le parc national de Khojir est un parc national à l'est de Téhéran, dans la chaîne de l'Elbourz, en Iran.